# Décès en 1908
Décès
- 1904
- 1905
- 1906
- 1907
- 1908
- 1909
- 1910
- 1911
- 1912

Cet article présente une liste de personnalités mortes au cours de l'année 1908.

Les mois de l'année font également l'objet de listes spécifiques :

## Décès par mois

### Date précise inconnue
- Giuseppe Castiglione, peintre italien (° 1829).
- Charles Lundh, peintre norvégien (° 1856).
- Louise Poitevin, aéronaute française (° 1820).
- Charles Porion, peintre français (° 1er mai 1814).
- Leopoldo Toniolo, peintre italien (° 1833).

### Janvier
- 3 janvier : Théodore Jourdan, peintre français (° 29 juillet 1833).
- 9 janvier : Wilhelm Busch, dessinateur britannique (° 15 avril 1832).
- 12 janvier : Ernst Hasse, homme politique allemand (° 14 février 1846).
- 15 janvier : Heinrich Johann Sinkel, peintre néerlandais (° 6 janvier 1835).
- 23 janvier : Edward MacDowell, compositeur, pianiste, chef d'orchestre et pédagogue américain (° 18 décembre 1860).
- 28 janvier : François-Marie-Benjamin Richard, cardinal français, archevêque de Paris (° 1er mars 1819).

### Février
- 1er février : Charles Ier, roi du Portugal (° 28 septembre 1863).
- 3 février : Ferdinand Meldahl, architecte danois (° 16 mars 1827).
- 5 février : Jeanne Alaux, peintre et dessinatrice française (° 17 octobre 1854).
- 10 février : Mustafa Kamil, avocat, journaliste et activiste nationaliste égyptien (° 14 août 1874).
- 16 février :
  - Ernest Cady, homme politique américain (° 6 septembre 1842).
  - Henry Arthur McArdle, peintre américain (° 9 juin 1836).
- 17 février : Arthur Le Moyne de La Borderie, historien français (° 5 octobre 1827).
- 29 février : John Hope, premier gouverneur général d'Australie (° 25 septembre 1860).

### Mars
- 4 mars : Teofil Fabiny, homme politique hongrois (° 11 octobre 1822).
- 6 mars : Paul Saïn, peintre français (° 5 décembre 1853).
- 9 mars : Henry Clifton Sorby, géologue et spécialiste en microscopie britannique (° 10 mai 1826).
- 19 mars : Paul Place-Canton, peintre français (° 26 octobre 1862).
- 28 mars : Narcisse Salières, peintre et illustrateur français (° 7 octobre 1818).
- 31 mars : Francisco Alió, compositeur et pianiste espagnol (° 24 mars 1862).
- ? mars : Alfonso Savini, peintre italien (° 1836).

### Avril
- 4 avril : Charles Busson, peintre français (° 15 juillet 1822).
- 26 avril : Marie-Anne Leroudier, brodeuse française (° 28 novembre 1838).

### Mai
- 12 mai : Henri Bouchet-Doumenq, peintre français (° 13 mai 1834).
- 15 mai : Gábor Andreánszky, homme politique hongrois (° 23 juin 1848).
- 24 mai : Old Tom Morris, golfeur écossais (° 16 juin 1821).
- 27 mai : Alexander Posey, écrivain et homme politique américain (° 3 août 1873).

### Juin
- 1er juin : Édouard Moyse, peintre, graveur et illustrateur français (° 27 novembre 1827).
- 5 juin :
  - Jef Lambeaux, sculpteur belge (° 14 janvier 1852).
  - Josef Franz Wagner, compositeur autrichien (° 20 mars 1856).
- 8 juin : Nikolaï Rimski-Korsakov, compositeur russe  (° 18 mars 1844).
- 9 juin : Emil Büchner, chef d'orchestre et compositeur allemand (° 7 décembre 1826).
- 22 juin : Louis Bernard-Saraz, compositeur français (° 23 janvier 1854).
- 23 juin : Kunikida Doppo, écrivain japonais (° 15 juillet 1871).
- 24 juin :
  - Grover Cleveland, président des États-Unis (° 18 mars 1837).
  - William Whiteway, premier ministre de la colonie de Terre-Neuve (° 1er avril 1828).
- 30 juin : Thomas Hill, peintre américain (° 11 septembre 1829).
- ? juin, Edmond-Adolphe Rudaux, peintre, illustrateur et graveur français (° 10 février 1840).

### Juillet
- 5 juillet : Misak Metsarents, poète arménien (° 19 janvier 1886).
- 8 juillet : Maria Vlier, enseignante et historienne du Suriname (° 19 mars 1828).
- 12 juillet : Matsudaira Sadaaki, daimyo japonais de la période du Bakumatsu, dernier seigneur du domaine de Kuwana (° 18 janvier 1847).
- 13 juillet : Henri de Mérode-Westerloo, homme politique (° 28 décembre 1856).
- 14 juillet : William Mason, compositeur, pédagogue et pianiste américain (° 24 janvier 1829).
- 18 juillet : Jaime Nunó, compositeur espagnol (° 8 septembre 1824).
- 20 juillet : Federico Chueca, compositeur espagnol, célèbre pour ses zarzuelas (° 5 mai 1846).
- 21 juillet : Louis Mullem, compositeur, journaliste, romancier et nouvelliste français (° 15 février 1836).
- 22 juillet : William Randal Cremer, prix Nobel de la paix en 1903 (° 18 mars 1828).
- 24 juillet :
  - Jacques-Eugène Feyen, photographe et peintre français (° 13 novembre 1815).
  - Walter Leistikow, peintre allemand (° 25 octobre 1865).
- 26 juillet : Charles Morel, peintre, graveur et illustrateur français (° 28 novembre 1860).
- 30 juillet : James Budd, avocat et homme politique américain (° 18 mai 1851).

### Août
- 6 août : Léon Perrault, peintre français (° 16 juin 1832).
- 19 août : Paul Taconnet, peintre et graveur français (° 13 janvier 1908).
- 20 août : Louis Varney, compositeur français (° 30 août 1844).
- 23 août : Geórgios Papadiamantópoulos, militaire et homme politique grec (° (1845).
- 25 août : Henri Becquerel, physicien français (° 15 décembre 1852).

### Septembre
- 4 septembre : Rūdolfs Blaumanis, écrivain, dramaturge et journaliste letton (° 1er janvier 1863).
- 5 septembre : Edwin Mackinnon Liébert, peintre anglo-allemand (° 13 mars 1858).
- 6 septembre : Jules Dauban, peintre français (° 31 mai 1822).
- 10 septembre : Philippe Jolyet, peintre français (° 11 novembre 1832).
- 17 septembre : Edmond Lebel, peintre français (° 5 février 1834).
- 20 septembre : Pablo de Sarasate, violoniste et compositeur espagnol (° 10 mars 1844).
- 29 septembre : 
  - Albert Maignan, peintre français (° 14 octobre 1845).
  - Joaquim Maria Machado de Assis, écrivain brésilien (° 21 juin 1839).
- 30 septembre : Marcel Jambon, peintre décorateur français (° 19 octobre 1848).

### Octobre
- 11 octobre : Georges Marty, chef d'orchestre et compositeur français (° 16 mai 1860).
- 13 octobre : Serranito (Hilario González Delgado), matador espagnol (° 21 décembre 1883).
- 17 octobre : Léon de Bruyn, homme politique belge (° 7 octobre 1838).
- 20 octobre : Friedrich Althoff, homme politique prussien (° 19 février 1839).
- 26 octobre : François-Désiré Mathieu, cardinal français, archevêque de Toulouse (° 27 mai 1839).
- 28 octobre : Giuseppe Biancheri, homme politique italien (° 2 décembre 1821).

### Novembre
- 1er novembre : Ludwig Carl Christian Koch, médecin et arachnologiste allemand (° 8 novembre 1825).
- 4 novembre : Tomás Estrada Palma, homme d'État et militaire cubain (° 9 juillet 1832).
- 5 novembre :
  - Andrew Graham, astronome irlandais (° 8 avril 1815).
  - Ernest Hébert, peintre français (° 3 novembre 1817).
- 12 novembre : Albert Libertad, anarcho-communiste français (° 24 novembre 1875).
- 15 novembre :
  - Cixi, impératrice douairière de Chine de la dynastie Qing (° 29 novembre 1835).
  - Lorenzo Delleani, peintre italien (° 17 janvier 1840).
- 16 novembre : Cixi, impératrice chinoise de la dynastie Qing (° 29 novembre 1835).
- 20 novembre : Albert Hermann Dietrich, compositeur et chef d'orchestre allemand (° 28 août 1829).
- 26 novembre : François-Maurice Lard, peintre et pastelliste français (° 17 décembre 1864).
- 27 novembre :
  - Knud Bergslien, peintre norvégien (° 15 mai 1827).
  - Albert Gaudry, géologue et paléontologue français (° 16 septembre 1827).

### Décembre
- 13 décembre : Charles Landelle, peintre de genre et portraitiste français (° 2 juin 1821).
- 19 décembre : Victor-Lucien-Sulpice Lecot, cardinal français, archevêque de Bordeaux (° 8 janvier 1831).
- 24 décembre : François-Auguste Gevaert, compositeur belge et théoricien de la musique (° 31 juillet 1828).
- 27 décembre : Luigi Fontana, sculpteur, peintre et architecte italien (° 9 février 1827).
- 30 décembre : André Benoît Perrachon, peintre français (° 7 juillet 1828).